# Engyprosopon arenicola
Engyprosopon arenicola är en fiskart som beskrevs av Jordan och Evermann, 1903. Engyprosopon arenicola ingår i släktet Engyprosopon och familjen tungevarsfiskar. Inga underarter finns listade i Catalogue of Life.